# Nagrada Ragusa Racinga
Nagrada Ragusa Racinga, hrvatsko automobilističko natjecanje. Održava se u organizaciji AK Ragusa Racing u poslovno-industrijskoj zoni u Banićima nadomak Slanog.
Na 13. izdanju održanom 2017. natjecalo se 30 vozačica i vozača iz deset klubova. Pobijedio je Domagoj Belinić, drugi je bio Nenad Damarija i treći Marko Mirosavljević svi iz AK Pula-Rovinj. Nenad Damarija (grupa 1) i Marko Mirosavljević (grupa 2) pobijedili su u skupinama sprint odnosno serijski automobili. Pobjeduje kod vozačica ostvarila je Iva Damarija, petu uzastopnu u prvenstvu.
17. izdanje održalo svibnja 2019. se u Poslovnoj zoni u Banićima. Natjecalo se 50 natjecatelja iz 16 klubova. Pobijedio je Nenad Demarija iz Auto kluba Pula Rovinj, drugi je bio Dejan Jurasić iz Istra Racing Teama, a treći je bio Đuro Žmirak iz Ragusa Racinga. Najbolji plasman među klubovima ostvario je Istra Racing Team Pazin, a druga Ragusa Racing.